# یا مرگ یا تجدد
یا مرگ یا تجدد کتابی است از ماشاالله آجودانی در مورد شعر و ادبیات دورهٔ مشروطه.
نام کتاب برگرفته از قصیده‌ای از محمّدتقی بهار است که در آن می‌گوید:
| یا مرگ یا تجدد و اصلاح |  | راهی جز این دو، پیشِ وطن نیست |
| ایران کهن شده‌ست سراپای |  | درمانْش جز به تازه‌شدن نیست    |

## نقد و نظر
جلال متینی: «خوانندهٔ کتاب، نه‌فقط در مقدمهٔ مفصل… ، بلکه در بخش‌های مختلف کتاب نیز، با آراء جدید دربارهٔ شاعران و نویسندگان دوران مشروطه آشنا می‌شود، که با بسیاری از مطالبی که تا به حال دیگران گفته‌اند و تکرار مکررات... است کاملاً متفاوت است. کتاب را باید با دقت و از سرِ فرصت خواند.»